# ケヴィン・フィリップス (政治評論家)
ケヴィン・フィリップス（英：Kevin Price Phillips、1940年11月30日 - 2023年10月9日）は、アメリカの保守派の政治評論家、作家である。「ケビン・フィリップス」と表記されることもある。

## 人物
16歳の時にコルゲート大学に政治学専攻で入学し、その後飛び級している。
1959年〜60年にかけてはエディンバラ大学にも通い、卒業している。1961年にはコルゲート大学で文学士となり、1964年にはハーバード大学で法学士となっている。
2023年10月9日にネイプルスの病院でアルツハイマー病により死去。82歳没。

## 主な著書

### 『出現しつつある多数派としての共和党』
フィリップスは1969年に出された著書『出現しつつある多数派としての共和党』（英: The emerging republican majority）』の中で、「サンベルト」という言葉を初めて用いたとされている。

### 『富と貧困の政治学ー共和党政権はアメリカをどう変えたか』
フィリップスは1990年に出版された著書『富と貧困の政治学ー共和党政権はアメリカをどう変えたか』の中で、1990年代の日本とアメリカの社会の行方をアメリカ政治と経済の歴史的サイクルを考察しながら論証している。

### 『アメリカの王朝』
共和党の元戦略家であったフィリップスは2004年に出版した著書『アメリカの王朝』（英: American Dynasty）の中で、第一次世界大戦以来、4世代のブッシュがどのようにして国力の梯子を昇ってきたのかを明らかにし、ブッシュ一族の欺瞞を明らかにしたとされている。
その中でフィリップスは「Dynasty politics」と呼ばれる言葉を用いて、アメリカの民主主義が損なわれていると主張した。

## 著書の一覧
- 1969年『出現しつつある多数派としての共和党』（英: The Emerging Republican Majority）
- Mediacracy: American Parties and Politics in the Communications Age
- Electoral Reform and Voter Participation
- Post-Conservative America: People, Politics, and Ideology in a Time of Crisis
- Staying on Top: The Business Case for a National Industrial Strategy
- 1990年『富と貧困の政治学ー共和党政権はアメリカをどう変えたか』（英: The Politics of Rich and Poor: Wealth and Electorate in the Reagan Aftermath）
- Boiling Point: Democrats, Republicans, and the Decline of Middle Class Prosperity
- Arrogant Capital: Washington, Wall Street and the Frustration of American Politics
- The Cousins' Wars: Religion, Politics and the Triumph of Anglo-America
- Wealth and Democracy: A Political History of the American Rich
- William McKinley
- 2004年『アメリカの王朝』（英: American Dynasty: Aristocracy, Fortune, and the Politics of Deceit in the House of Bush）
- American Theocracy: The Peril and Politics of Radical Religion, Oil, and Borrowed Money in the 21st Century
- Bad Money: Reckless Finance, Failed Politics, and the Global Crisis of American Capitalism
- After the Fall: The Inexcusable Failure of American Finance: An Update to Bad Money
- 1775: A Good Year for Revolution

## 関連リンク
- Kevin Phillips（英語版）
- サンベルト